# Полимнестор
Полиместор (Полимнестор, др.-греч. Πολυμήστωρ, Πολυμνήστωρ) — персонаж древнегреческой мифологии. Царь фракийцев, его жена Илиона (дочь Приама). Получил золото от Приама. Убил Полидора, затем Гекубу, и троянские пленницы вырвали ему глаза и убили его сыновей.
Согласно другому рассказу, у него был сын Деипил. Он по ошибке убил своего сына, желая погубить Полидора, затем убит Полидором. Либо убит Илионой. Его облик принимает Аполлон. Действующее лицо трагедии Еврипида «Гекуба», в «Энеиде» же, где рассказывается о Полидоре, убийца по имени не назван.